# Julien Villa
 (décembre 2023).
Œuvres principales
- Rodez-Mexico
- Philippe K. ou la fille aux cheveux noirs

Julien Villa est un auteur dramatique, metteur en scène et comédien français, né le 18 novembre 1982.

## Biographie
Julien Villa se formé au conservatoire municipal du 5e arrondissement de Paris, puis au Conservatoire supérieur national d'Art dramatique.
En tant que comédien, il joue au théâtre sous la direction de Christophe Rauck, Jean-Paul Wenzel, Philippe Adrien, Marcial Di Fonzo Bo et Élise Vigier, Clément Poirée, ou encore Sylvain Creuzevaultdans "Le capital et son singe" et "Banquet capital".
En 2016, il met en scène une création intitulée J’ai dans mon coeur un General Motors au TNBA puis au théâtre de la Bastille.
En 2017, il rejoint Lazare pour la création de Sombre Rivière au TNS, puis Je m’appelle Ismael en 2019.
Il met en scène et écrit son deuxième spectacle Philip K. ou la fille aux cheveux noirs, au Théâtre de la Tempête. Il initie avec cette création la trilogie des Don Quichotte qui sont « des contes présentant des chevaliers du réel, des bouffons, arpentant chacun une époque, dans l’histoire de la société capitaliste ». La pièce suivante Rodez-Mexico,, est d'abord publié comme un roman,aux éditions Rue de l'échiquier.

## Théâtre

### Œuvres écrites et mises en scène
- 2016 : J'ai dans mon cœur un General Motors, mise en scène Julien Villa
- 2018 : Philip K. ou la Fille aux cheveux noirs, mise en scène Julien Villa
- 2022 : Rodez-Mexico, mise en scène Julien Villa

### Comédien
- 2005 : L'Orestie d'après Eschyle, mise en scène Anne-Lise Heimburger
- 2006 : Les Précieuses ridicules de Molière, mise en scène Nada Strancar
- 2006 : La Force de tuer de Lars Norén, mise en scène Adrien Lamande
- 2007 : Intendance de Rémi de Vos, mise en scène Christophe Rauck[11]
- 2008 : Le Premier qui tombe de Franck Magloire, mise en scène Catherine Gandois
- 2008 : Ivanov d’Anton Tchekhov, mise en scène Philippe Adrien
- 2009 : La Paranoïa de Rafael Spregelburd, mise en scène Marcial Di Fonzo Bo
- 2011 : Le Petit Théâtre des Enfers 1-666 d'après Kathy Acker, mise en scène Adrien Lamande
- 2011 : Beaucoup de bruit pour rien de William Shakespeare, mise en scène Clément Poirée
- 2014 : Le Capital et son Singe d'après Karl Marx, mise en scène Sylvain Creuzevault
- 2017 : Sombre rivière de Lazare
- 2018 : Banquet capital d'après Karl Marx, mise en scène Sylvain Creuzevault
- 2019 : Je m'appelle Ismaël de Lazare
- 2021 : J'ai un nouveau projet de Guillermo Pisani
- 2021 : Philip K. ou la Fille aux cheveux noirs de Julien Villa

## Publications
- Philip K. ou la fille aux cheveux noirs, Esse que, 152 p, 2020
- Rodez-Mexico[9], Rue de l'échiquier, 293 p, 2022